# Municipio de Lincoln (condado de Edwards)
El municipio de Lincoln (en inglés: Lincoln Township) es un municipio ubicado en el condado de Edwards en el estado estadounidense de Kansas. En el año 2010 tenía una población de 119 habitantes y una densidad poblacional de 0,62 personas por km².

## Geografía
El municipio de Lincoln se encuentra ubicado en las coordenadas 37°49′23″N 99°4′22″O / 37.82306, -99.07278. Según la Oficina del Censo de los Estados Unidos, el municipio tiene una superficie total de 192.72 km², de la cual 192,72 km² corresponden a tierra firme y (0 %) 0 km² es agua.

## Demografía
Según el censo de 2010, había 119 personas residiendo en el municipio de Lincoln. La densidad de población era de 0,62 hab./km². De los 119 habitantes, el municipio de Lincoln estaba compuesto por el 99,16 % blancos, el 0,84 % eran amerindios. Del total de la población el 5,88 % eran hispanos o latinos de cualquier raza.